# Eusébio Sanjane
Eusébio Sanjane (1988-) faz parte da mais nova geração de escritores moçambicanos. Escreveu o livro "Rosas e Lágrimas" (poesia), prefaciado por Mia Couto e editado pela editora Ndjira.

## Biografia
- 2004

Com apenas 15 anos, Eusébio Sanjane, foi antologiado no Brasil e passou a constar nos fóruns da poesia brasileira, onde igualmente participou  do IX concurso internacional de poesias 2004, coordenado pela Prof.  e  Poetisa Vilma Farias Guerra.
- 2005
  - Março
    - Estreia-se em livro com o lançamento da obra Rosas e Lágrimas;
    - Filia-se como membro da Associação Moçambicana de Escritores;
    - Filia-se como membro da União Nacional de Escritores;

  - Julho
    - É eleito melhor escritor do ano de 2005 pela revista Tvzine, por meio de votação popular;

  - Agosto
    - É consagrado vencedor do prémio "Especial Jovem Il Convivio" pela Accademia Internazional Il Convivio de Sicília, Itália (prémio atribuído aos melhores escritores juvenis de língua estrangeira, na secção de língua portuguesa);

  - Outubro
    - Nomeado semifinalista do concurso realizado pelo Centro de Estudos Poéticos de Madrid, Espanha;
    - É-lhe atribuído o segundo lugar do XVI Concurso Nacional de Poesia "acad. Mário Marinho", consequentemente o seu trabalho foi inserido na XV antologia da Alap "acad. Victor Manuel Caserta";

É membro correspondente da Casa do Poeta Brasileiro - Cassino - Rio grande do Sul.
- Antologiado na AVBL (Academia Virtual Brasileira de Letras);[1]

Participação em vários intercâmbios realizados pelo grupo prefácio, sediado no Brasil, que pela Internet ligava poetas de quase todo mundo.
Possui textos dispersos em jornais nacionais, na Internet, em  antologias e revistas literárias no Brasil, Itália e Espanha.